# Gamaliel III
Gamaliel III (em hebraico:  רבן גמליאל ברבי, lido como Rabban Gamaliel beRabbi, que significa: filho do Rebbi, após seu pai Judá, o Príncipe) foi um rabino do 3º século (primeira geração dos amoraim).
Seu pai o nomeou seu sucessor como nasi.  Pouco se sabe sobre suas atividades, mas é provável que a revisão da Mishná tenha sido concluída durante sua época.
Ele foi o pai de Judá II e Hillel (não confundir com Hilel, o Ancião), e irmão de Shimon ben Judah HaNasi.

## Ensinos
A Tosefta contém apenas um ditado de Gamaliel, uma referência a Números 11:22, na qual Moisés reclama da irracionalidade dos desejos do povo. Uma baraita contém uma exegese haláchica por ele. R. Hoshaiah pergunta ao filho de Gamaliel, Judah II, a respeito de uma opinião haláchica de seu pai. Rabbi Yohanan fala de uma pergunta que Gamaliel respondeu por ele. Samuel of Nehardea fala de diferenças de opinião entre Gamaliel e outros estudiosos.

### Citações
- "Bom é o estudo da Lei (Torá) junto com uma profissão mundana,[7] pois o trabalho de ambos faz com que o pecado seja esquecido. Em última análise, todo estudo de Torá que não seja acompanhado de trabalho está destinado a cessar e causar pecado.."[8]
- "Aqueles que trabalham para a comunidade devem fazê-lo pelo bem do céu (isto é, de uma maneira altruísta), pois então o mérito de seus ancestrais os ajudará e sua retidão durará para sempre. Mas, quanto a você, atribuirei a você um amplo prêmio, como se você mesmo o tivesse feito.."[9]
- "Tenha cuidado com os que estão em posição de autoridade, pois eles permitirão que uma pessoa se aproxime deles apenas para seus próprios propósitos; eles agem como amigos quando é vantajoso para eles e não ficam ao lado de alguém em sua hora de necessidade."[10]
- "Faça com que a vontade Dele seja a sua vontade, para que Ele faça a sua vontade ser como a vontade Dele. Anule sua vontade antes da vontade Dele, para que Ele anule a vontade dos outros antes da sua vontade."[11]
- "Qualquer um que tenha compaixão pelas criaturas de Deus receberá compaixão do Céu, e qualquer um que não tenha compaixão pelas criaturas de Deus não receberá compaixão do Céu."[12]